# 林芝松田鼠
林芝松田鼠（学名：Neodon linzhiensis），一种发现于中华人民共和国西藏自治区东南部林芝市的啮齿动物，隶属于仓鼠科亚洲松田鼠属。

## 鉴别特征
林芝松田鼠第一个下臼齿有五个闭合三角形，第三个上臼齿有四个或三个内角，尾长为体长的30%。阴茎阴茎骨近支呈坚硬的喇叭形，远支呈坚硬的舌状，侧支很短。